# Prix Hubert-Reeves (prix littéraire)
Ne doit pas être confondu avec Prix Hubert-Reeves (prix scientifique).
Le prix Hubert-Reeves est un prix littéraire créé par l'Association des communicateurs scientifiques du Québec (ACS) rendant hommage à l'astrophysicien et communicateur scientifique franco-canadien Hubert Reeves. Ce prix récompense le ou les auteur(es) canadien(es) d'un ouvrage de vulgarisation scientifique rédigé en français et publié au Canada, qu'il s'agisse de sciences pures ou appliquées, sciences humaines ou technologie ou encore d'un domaine connexe traitant d'histoire ou d'éthique des sciences ou de ses aspects concernant les enjeux sociaux. Décerné lors du congrès annuel de l'ACS à Montréal, le prix Hubert-Reeves souligne la qualité littéraire et l'exactitude du contenu de l'ouvrage en plus d'évaluer son "influence potentielle sur l'enrichissement de la culture scientifique au Canada". Il est remis à l'occasion du seul concours littéraire de vulgarisation scientifique en français au Canada.

## Lauréats
Le prix Hubert-Reeves a été décerné pour la première fois en 2011. En 2014 est créée la catégorie Jeunesse.
| Année | Auteur(es)                                          | Ouvrage                                                             | Éditeur                            |  |
| 2011  | Michel Leboeuf                                      | Nous n'irons plus au bois                                           | Vélo Québec, coll. Nature Sauvage  |  |
| 2012  | Judes Poirier, Serge Gauthier                       | La Maladie d'Alzheimer - Le guide                                   | Trécarré                           |  |
| 2013  | Michel Leboeuf                                      | Le Québec en miettes – Notre nature morcelée à l’heure du Plan Nord | Orinha Média, coll. Nature Sauvage |  |
| 2014  | Louis-Edmond Hamelin, Stefano Biondo, Joël Bouchard | L’Apparition du Nord – selon Gérard Mercator                        | Septentrion                        |  |
| 2015  | Dominique Berteaux, Nicolas Casajus, Sylvie De Bois | Changements climatiques et biodiversité au Québec                   | Presses de l'Université du Québec  |  |
| 2016  | Andrée Mathieu, Moana Lebel                         | L’art d’imiter la nature — Le biomimétisme                          | Multimondes                        |  |
| 2017  | Luc-Alain Giraldeau                                 | Dans l’œil du pigeon                                                | Éditions du Boréal                 |  |
| 2018  | Alain Vadeboncoeur                                  | Désordonnances                                                      | Lux Éditeur                        |  |
| 2019  | Benjamin Bourque (dir.)                             | Tout savoir en 5 minutes                                            | Éditions du Journal                |  |
| 2020  | Anne-Marie Desbiens                                 | Mieux conserver ses aliments pour moins gaspiller                   | Éditions La Presse                 |  |
| 2021  | Gilles Sabourin                                     | Montréal et la bombe                                                | Éditions du Septentrion            |  |
| 2022  | Yanick Villedieu                                    | Le Deuil et la lumière : une histoire du sida                       | Éditions du Boréal                 |  |
| 2023  | Bernard Lavallée                                    | À la découverte de la biodiversité alimentaire                      | Éditions La Presse                 |  |

| Année | Auteur(es)                                            | Ouvrage                                                              | Éditeur                 |
| ----- | ----------------------------------------------------- | -------------------------------------------------------------------- | ----------------------- |
| 2014  | Yannick Bergeron                                      | Au labo, les Débrouillards!                                          | Bayard jeunesse         |
| 2015  | Serge Lepage                                          | Découvrir les océans initiation à l'océanographie, science de la mer | Multimondes             |
| 2016  | Elliott Seah                                          | Petit guide des dinosaures                                           | Multimondes             |
| 2017  | Jean-Pierre Urbain                                    | En route vers les étoiles                                            | Multimondes             |
| 2018  | Martin et Stéphane Brouillard                         | Les neurones atomiques explorent                                     | Multimondes             |
| 2019  | Pascal Girard                                         | Ours. Brun, blanc, noir,                                             | Éditions de la Pastèque |
| 2020  | Christine Nadeau et Camille Pomerlo                   | La ville aux dos d’éléphants                                         | Éditions de l'Isatis    |
| 2021  | Philippe Lemieux et Martin Gariépy (alias Garry)      | L’histoire du cinéma en BD 1 – L’image en mouvement                  | Éditions Michel Quintin |
| 2022  | Pierre Chastenay et Thomas Blais-Leblanc (alias Thom) | Une visite guidée du système solaire                                 | La courte échelle       |
| 2023  | Fabrice Boulanger                                     | M.I.A. : Ma réalité augmentée                                        | Québec Amérique         |

## Citations
« Je suis heureux de donner mon nom à ce prix qui incite les scientifiques et les auteurs à vulgariser. La science et ses applications sont de plus en plus présentes dans notre société. Pour le bon fonctionnement de la démocratie, il importe que les citoyens aient un minimum de connaissances scientifiques pour pouvoir prendre et exprimer des avis appropriés. La littérature de vulgarisation est l'instrument tout indiqué pour remplir cette tâche. »

— Hubert Reeves